# Lamberto I de Lovaina
Lamberto I, llamado el Barbudo, nacido alrededor de 950 y muerto el 12 de septiembre de 1015 en Florennes, fue conde de Lovaina desde 988 a 1015 y conde de Bruselas entre 994 y 1015. Era hijo de Reginar III, conde de Henao.

## Biografía
Era todavía un adolescente cuando, en 958, se tuvo que refugiar a la corte de Francia con su familia cuando su padre fue exiliado a Bohemia por el arzobispo Bruno de Colonia. En 973, su hermano Reginar atacó a los condes Renald de Mons y Garnier de Valenciennes, a quienes había sido confiado el Henao. Los mató en Péronne y empezó a ocupar el Henao, pero fue rechazado por el emperador Otón II. En 976, los hermanos intentaron otra expedición que acabó en una derrota cerca de Mundos el 19 de abril de 976. Pero el emperador se vio forzado a hacer concesiones y dio a Reginar una parte de Henao con capital en Mundos y a Lamberto el condado de Lovaina. Estos dos condados derivaban del condado anterior de su padre.
Lamberto se casó con Gerberga, hija del carolingio Carles, duque de la Baja Lorena y recibió en dote el condado de Bruselas (región entre el Senne y el Dijle). También adquirió el protectorado de las abadías de Nivelles y Gembloux. Todas estas adquisiciones fueron la base del poder de sus descendentes, que más tarde se convirtieron en duques de Brabante. Es posible que hubiera reclamado el ducado de Baja Lotaringia después de la muerte de su cuñado Otón de Baja Lotaringia, pero no hay nada que lo certifique, y el emperador de hecho le dio el ducado a la casa de Verdún. Apoyó al conde Balduino IV de Flandes el 1005 cuando capturó Valenciennes y se opuso al emperador Enrique II, pero probablemente fue derrotado porque se sabe que tuvo que confiar su hijo como rehén.
El 1012, el duque Godofredo I de Baja Lotaringia fue enviado por el emperador para obligarlo a respetar las normas. Godofredo asedió Lovaina, pero sin éxito. Se peleó con el príncipe-obispo del Principado de Lieja, y lo derrotó. En 1015, Godofredo nuevamente atacó con el objetivo de devastar su condado. Junto a su sobrino Reginar V de Mons, Lamberto retó a Godofredo en Florennes, pero fue asesinado durante la batalla.

## Matrimonio e hijos
Gerberga de Lotaringia fue su única esposa, y con ella tuvo:
- Enric I († 1038), conde de Lovaina
- Lamberto II († después del 21 de septiembre de 1062), conde de Lovaina, sucesor de su hermano mayor
- Matilde o Mafalda, casada con Eustaquio I, conde de Boulogne
- Reginar de Lovaina, se casó con una hija del segundo matrimonio de Balduino IV de Flandes, es citado como señor de Ename en 1033/1034 en el Auctarium Affligemense. Tuvo tres hijos (Enric, Reginar y Adela).